# Епископани (Козенца)
Епископани је насеље у Италији у округу Козенца, региону Калабрија.
Према процени из 2011. у насељу је живело 41 становника. Насеље се налази на надморској висини од 414 м.